# Binneninsel

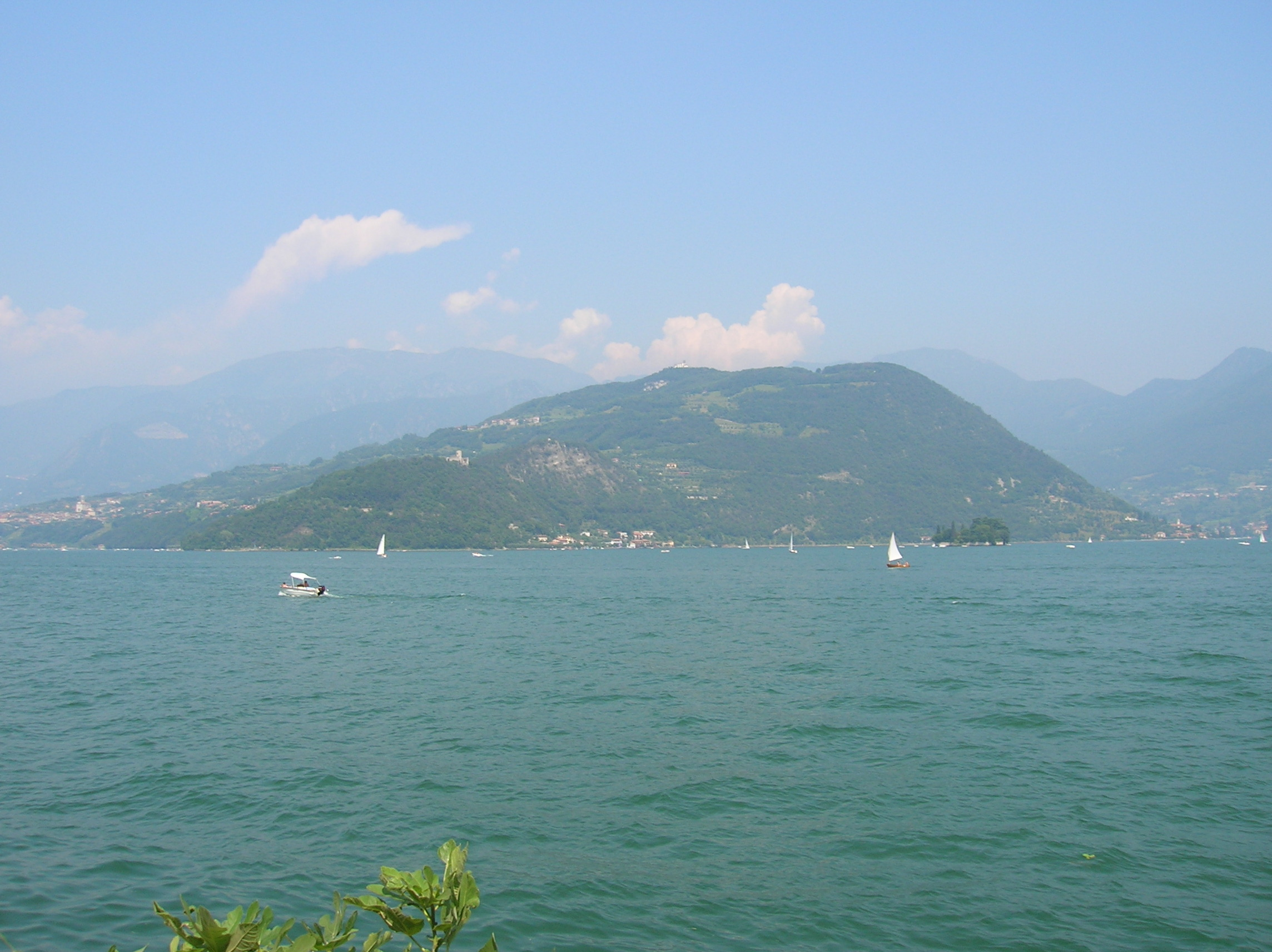
Monte Isola (Seeinsel im Lago d’Iseo)

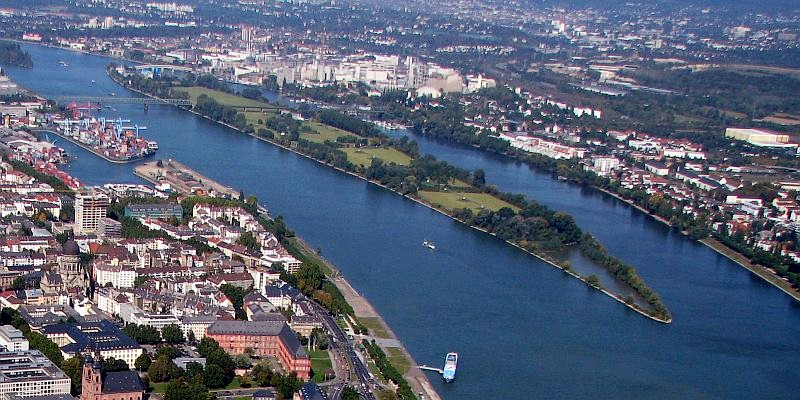
Petersaue (Flussinsel im Rhein)

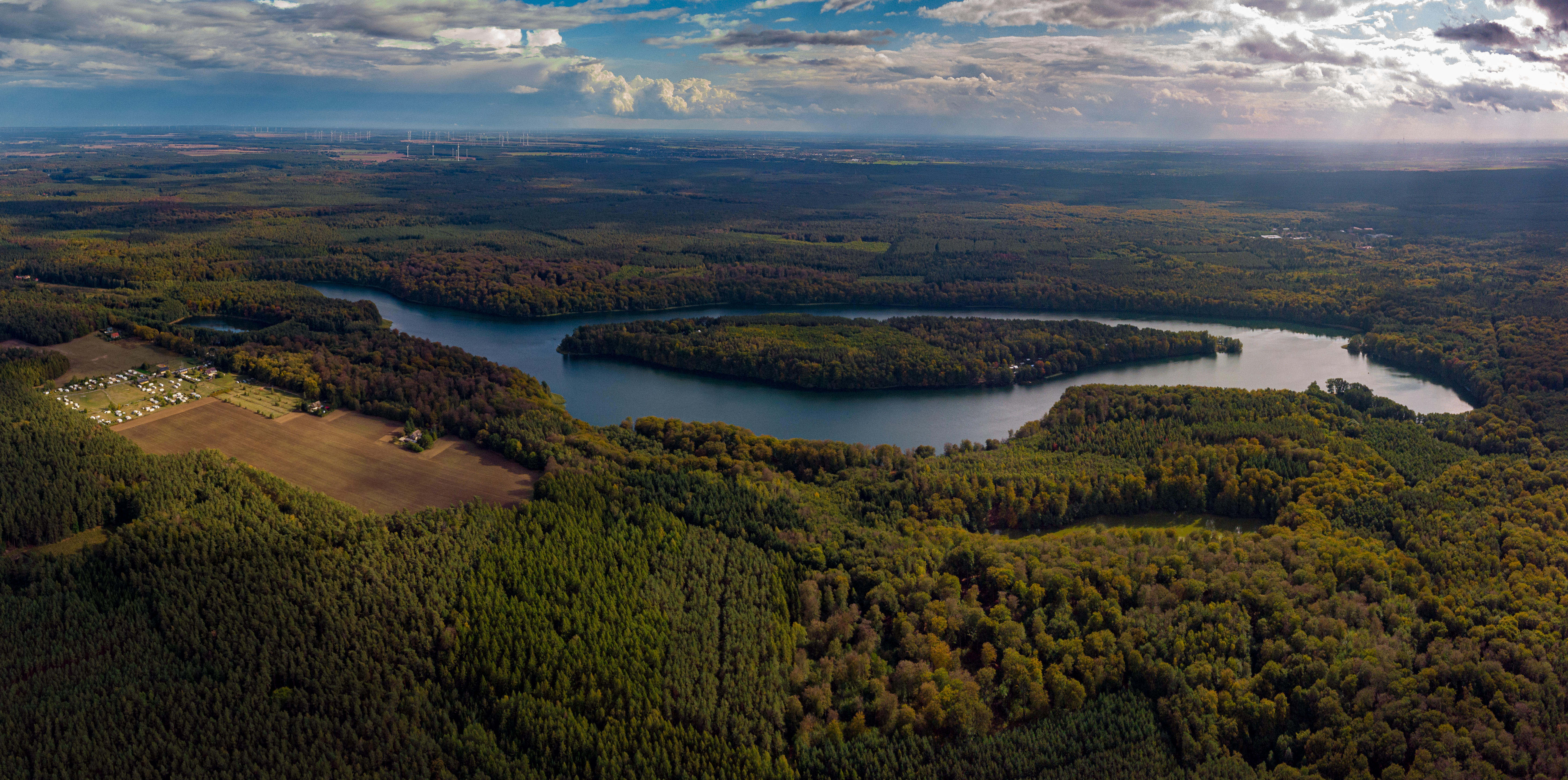
Binneninsel im Liepnitzsee, Barnim, Brandenburg

Eine Binneninsel ist eine in einem Binnengewässer, d. h. meist in einem Fluss oder See, gelegene Insel.
Mehrere räumlich nahe beieinander liegende Binneninseln können eine Binneninselgruppe bilden.

## Einteilung
Binneninseln in einem Fließgewässer (einem Fluss oder Strom) werden überwiegend Flussinsel genannt. Entsprechend werden Binneninseln in einem Stillgewässer (wie einem See oder Stausee) meist als Seeinsel bezeichnet.
Zahlreiche, etwa im Rhein gelegene Flussinseln werden Werth genannt. Andere regionale Bezeichnungen hierfür sind Ward, Warder, Werd, Werder und Wörth.

## Beispiele
Einige der bekanntesten Binneninseln in Deutschland sind die Bodenseeinseln Mainau, Reichenau und Lindau und die Chiemseeinseln Herreninsel und Fraueninsel.
Ein Beispiel für eine Binneninselgruppe sind die Borromäischen Inseln im Lago Maggiore.
Manitoulin ist eine Insel im Huronsee in Kanada. Sie ist mit 2766 km² die größte in einem See gelegene Insel der Erde.
Ilha do Bananal ist eine Flussinsel im Verlauf des Rio Araguaia in Brasilien. Sie ist rund 350 Kilometer lang, bis 55 Kilometer breit und hat eine Fläche von 19.162 km². Sie wird entweder als größte oder nach der Ilha de Marajó zweitgrößte Flussinsel der Erde angesehen, je nachdem ob man die teilweise am Atlantik gelegene Ilha de Marajó als reine Flussinsel betrachtet oder nicht.  
Die größte Insel Namibias ist eine Flussinsel, nämlich Impalila Island im Sambesi.
Auch in Flüssen gibt es Binneninselgruppen, wie beispielsweise die Baboon Islands und die Kai Hai Islands im Gambia.
Es gibt sogar Inseln in Binnenseen, die sich wiederum auf einer Insel befinden, zum Beispiel Motu Lahi im Vulkansee Vai Siʻi auf der Insel Niuafoou im Südpazifik. Eine Besonderheit stellt auch die kleine Vulkaninsel Vulcan Point im inneren Kratersee des Vulkans Taal auf der Insel Luzon auf den Philippinen dar. Sie ist die wahrscheinlich weltweit einzige Binneninsel, die ihrerseits in einem See auf einer anderen Binneninsel (Taal Volcano Island im äußeren Kratersee, dem Taal-See) auf einer Insel (Luzon) liegt.